# Carl Gottschalksen
Carl Emil Verner Gottschalksen, född 20 februari 1854 i Köpenhamn, död 6 januari 1939, var en dansk tonsättare. 
Gottschalksen var ursprungligen utbildad till violinist. Han var 1879–81 dirigent i Finland, 1884–1901 musikdirektör vid Casino-teatern i Köpenhamn och senare dirigent för Tivolis blåsorkester. Han komponerade diverse teater- och orkestermusik.